# Barbie y el castillo de diamantes
Barbie y el castillo de diamantes (en inglés Barbie and the Diamond Castle) es una película de animación por computadora distribuida directamente para vídeo de Barbie, que se presentó el 9 de septiembre de 2008. La película cuenta con la voz de Kelly Sheridan, quien ha dado voz al protagonista de Barbie en la serie de películas CGI Barbie. Es el tercer musical de la serie. 
Las canciones de la película fue escrita por Amy Powers, Guy Rocher, DeSalvo Russ, Gabriel Mann, Cavallari Megan y Lurie Jeannie junto con el productor ejecutivo Rob Hudnut. 
Una línea de juguetes, muñecas y otros productos se hicieron sobre la base de libertad y por delante de la película. La Feria del Juguete 2008 publicó imágenes de algunas de las muñecas que se lanzarán a finales de este año. Fox Interactive publicó la adaptación de videojuegos de la película. 

## Trama
Barbie y su mejor amiga Teresa, se encuentran escribiendo y cantando una canción. Sin embargo, Stacie, la hermana pequeña de Barbie, llega molesta al haber peleado con su mejor amiga, Courtney, diciendo que no vale tener amigas ya que traicionan en el momento que más importa su apoyo. Al oír esto, Barbie decide contarle un cuento sobre el valor de la amistad y como ésta puede hacer grandes cosas.
La historia comienza con Liana (Barbie) y Alexa (Teresa), dos mejores amigas que viven en un mundo antiguo lleno de magia. Su hogar es una humilde cabaña a las cercanías de una aldea. Ambas se dedican a la venta de ramos de flores que ellas mismas cultivan y cuidan en su jardín y a pesar de no tener mucho, las dos viven felices una junto a la otra y disfrutan de la pasión que comparten por la música.
Un día, las dos chicas encuentran dos pequeños diamantes en forma de corazón encallados en el fondo poco profundo de un río que pasa por su hogar. Al tomarlos, las dos, jugando con la idea de que pueden ser mágicos (ignorando el hecho de que en realidad lo son), recitan una promesa de amistad: “Mejores amigas hoy, mañana y siempre”.
En ese momento, una fuerte tormenta azota el bosque, las dos corren a su hogar a refugiarse, donde Liana convierte las dos gemas en collares exactamente iguales.
A la mañana siguiente, Liana y Alexa se entristecen al ver su jardín destruido por la tormenta. Siendo positivas, salvan todas las flores que pueden y se disponen ir al pueblo a venderlas. En el camino, se encuentran con una vieja vagabunda hambrienta. Liana, en un gesto de amabilidad, decide darle el almuerzo de pan y mermelada que ella misma se preparó antes de salir. La anciana, en forma de agradecimiento, le pide que tome como regalo algo de su saco de pertenencias que ella misma ha juntado y aunque al principio la chica se niega, Liana escoge un mugriento espejo de mano en forma de corazón.
Después de vender las flores y volver a su hogar, Liana limpia el espejo, revelándose ser un espejo de oro con incrustaciones de diamantes. Las dos chicas deciden devolvérselo a la anciana al no saber lo que tenía después de limpiar su jardín, Liana lo mete a su cesta y salen a comenzar su trabajo.
Mientras limpian, ambas comienzan a cantar una canción, sin embargo, oyen una tercera voz que canta con ellas. Al darse cuenta de que esa voz viene de la cesta de Liana, las dos la abren y se dan cuenta de que en el espejo hay una joven. Sin embargo, al preguntarle sobre ella, se asusta y desaparece del cristal. Liana y Alexa, al darse cuenta de que pueden hacerla salir con otra canción, comienzan a cantar y hacen que vuelva a aparecer.
Sin embargo, las dos desconocen que lejos de ahí, una serpiente voladora llamada Slyder detecta la voz de la joven en el espejo e inmediatamente va a avisarle a su ama, Lydia. Quien tiene como decoración las estatuas de dos mujeres y pegasos. Al ver que su sirviente está detectando su voz, se burla de una de las estatuas y hace que vaya a buscarla.
La chica del espejo se presenta como Melody a Liana y Alexa, sin embargo, al darse cuenta de la presencia de Slyder, les advierte a ambas amigas, quienes se esconden en su hogar para huir por el sótano, no sin antes dejar un espejo de mano para hacer creer a la serpiente que se trata de Melody. Mientras Slyder busca a las jóvenes, accidentalmente tira una silla de madera a la chimenea y comienza un incendio que consume la cabaña.
Creyendo que el espejo de mano de Liana es Melody, se lo lleva a Lydia.
Al volver, Liana y Alexa quedan devastadas al ver su hogar totalmente destruido. Melody, sintiéndose culpable por atraer a Slyder con su canto, les pide que se deshagan de ella, pero ambas amigas le piden que les diga la razón de que la persiga.
Aquí es donde Melody comienza a relatar su historia. Ella vivía en un lugar ancestral conocido como el Castillo de Diamantes, el lugar donde nació la música y donde cada vez que una canción nueva es tocada en cualquier parte del mundo, un diamante aparece en los muros. El castillo era cuidado por las Tres Musas de la Música, Dory, Fedra y Lydia, y Melody era su aprendiz. Sin embargo, Lydia deseaba ser la única musa y dueña del Castillo de Diamantes, las dos musas se opusieron diciendo que la música era para todos. Lydia, furiosa, se fue del castillo prometiendo que se haría con éste. También se revela que, al irse, provocó que los dos diamantes en forma de corazón cayeran al río y éstos terminaran cerca del hogar de Liana y Alexa.
Melody cuenta que Lydia encontró una antigua cueva de magia oscura que convirtió en su hogar, y aprovechando el poder, transformó su flauta en un instrumento de magia negra y junto con Slyder, se dirigieron al Castillo de Diamantes. Las dos musas al enterarse de esto, ocultaron el castillo junto con sus instrumentos y le dieron la llave a Melody en caso de que algo les ocurriera a ellas. Fedra y Dory se encontraron con Lydia e intentaron razonar con ella, pero la musa malvada las atacó con su flauta, transformándolas junto con sus pegasos en estatuas. Asustada, Melody huyó, pero Slyder se dio cuenta de su presencia y la persiguió, por lo que, como una medida desesperada y al encontrarse con la anciana vagabunda que dormía cerca de ahí, Melody uso su flauta mágica y se escondió en el espejo, pero Slyder la rompió y terminó encerrada ahí.
Liana y Alexa, decididas a intervenir en los planes de Lydia, deciden emprender el viaje al lugar donde está escondido el Castillo de Diamantes, pues Melody afirma que, tocando los instrumentos mágicos de las musas, podrán liberarlas del hechizo de Lydia.
Slyder llega con su ama y le entrega el espejo, sin embargo, al darse cuenta de que Melody no está en él, le pregunta con quién más estaba. La serpiente le dice que estaba con dos jóvenes, por lo que Lydia decide ir tras ellas.
Liana y Alexa llegar a un hermoso campo de flores, donde se encuentras con cachorras sin hogar a las que deciden adoptar. Liana decide llamar a la suya Sparkle y Alexa nombra a su perrita Lily. Las dos chicas entran a un poblado distante, donde las llama la atención una trifulca en una taberna, donde los clientes se quejan de que los dos músicos contratados para tocar no han llegado. Liana y Alexa se presentan como dos músicas que los pueden reemplazar y como pago le piden que les sirva dos platos de comida.
Las dos chicas actúan ante el público que se calma al verlas cantar. Melody hace un pequeño coro, lo que provoca que Slyder detecté su voz y dirija a Lydia hacia el pueblo. Al terminar, son ovacionadas por el público y el dueño les da su pago.
Al sentarse a comer, se encuentran con los dos músicos que se suponen eran lo que debían actuar, los hermanos gemelos Jeremy e Ian, un par de jóvenes atractivos que se sienten atraídos por Liana y Alexa al ver su actuación y las tratan de impresionar cantándoles una canción. Pero su interrumpidos por una de las camareras que los comienza a atacar con comida por un problema que tuvieron.
Las dos jóvenes se llevan lo que queda de su comida y salen por la parte trasera, siendo seguidas por los dos chicos.
Es en ese momento cuando llega Lydia, quien al entrar a la taberna pregunta por las dos jóvenes. El dueño se niega a darle información, lo que provoca que la musa malvada use su flauta, tocando una música escalofriante y las estelas verdes que salen del instrumento, hace que todos en el lugar queden bajo un hechizo de hipnosis. Con todos bajo su control mental, obliga al dueño a decirle donde están Liana y Alexa.
Las dos chicas caminan por el bosque hablando con Melody de los dos jóvenes, pero son interrumpidas cuando Slyder les corta el paso y Lydia se presenta ante ellas. Al exigirles que le den el espejo y éstas al negarse, la musa usa su flauta en un intento de hipnotizarlas, pero cuando sus estelas verdes las rodean, sus collares de diamante, llenos de magia del Castillo de Diamantes, se activan en un escudo que las protege de la magia maligna. En un momento de confusión al no estar las dos chicas bajo su hechizo, Liana y Alexa lo aprovechan para huir, lo que hace que Lydia ordene a Slyder que las siga.
Sin embargo, en sus caballos, Jeremy e Ian las salvan de la serpiente voladora al entrar a una cueva oculta que los dos jóvenes usan de escondite.
Al volver con su ama, Lydia se da cuenta de los collares de las chicas al reconocerlos como gemas que vienen del Castillo de Diamantes.
Melody se presenta ante los dos chicos, las jóvenes les informan que se dirigen a un lugar ubicado cerca de un sitio llamado las Siete Piedras. Un valle que tiene siete enormes piedras en un círculo clavadas en el suelo. Los hermanos se dan cuenta de que es un lugar que ya habían visitado una vez y que las pueden guiar hacia allá, uniéndose al viaje.
Al llegar a un abismo, sus dos perritas escapan y las dos chicas las siguen, encontrándose con un duende que reconoce a los hermanos y los hace caer a un agujero. Les explica a Liana y Alexa que antes habían intentado cruzar su puente, pero que no pudieron un acertijo que él hace para que el puente aparezca y lo puedan usar. Sabiendo que un puente puede ser el modo más rápido de llegar a las Siete Piedras, deciden apostar con el duende, si acertaban el acertijo, liberaría a Jeremy e Ian y los dejaría usar su puente, si fallaban, se los comería a ambos.
El duende hace su pregunta: “¿Qué instrumento se puede oír, pero no se puede ver ni tocar?”. Liana, gracias a una pista que Melody le dio, se da cuenta de que es la voz al cantar. El duende desaparece y un puente mágico en forma de arcoíris aparece. Las dos amigas lo suben, pero éste comienza a avanzar antes de que los dos chicos lo puedan subir. Ya sin más remedio, los cuatro se ponen de acuerdo de encontrarse en las Siete Piedras.
Después de llegar a donde las dejó el puente, las dos continúan con su camino, pero ambas mueren de hambre. En su caminata, se dan cuenta de una gigantesca mansión y deciden ir a pedir comida. Sin embargo, los dos dueños las hacen pasar y les informan que esa casa es de ellas, pues una profecía decía que dos amigas llegarían a vivir a esa casa cumpliendo una gran misión. Lo que ambas no percatan es que esa pareja está bajo la influencia de la magia hipnotizante de Lydia.
Las dos amigas se emocionan, pero Liana dice que pueden volver después de llevar a Melody al Castillo de Diamantes, sin embargo, Alexa no quiere seguir con el viaje. Esto provoca una pelea fuerte entre ambas, lo que hace que Liana, furiosa y decepcionada, deja a su amiga ahí mientras que con Sparkle y Melody se dirijan a las Siete Piedras.
Alexa, triste, se quita el collar que Liana le hizo. Lily lo recoge. En ese momento, la puerta suena y la chica corre a abrir, la perrita, asustada se esconde en la cesta, pues en la entrada se encuentra Slyder, quien se lleva a Alexa a la cueva donde vive Lydia.
Ahí, al revisar la canasta, pero al darse cuenta de que solo está la perrita, Lydia descubre que es Liana quien tiene a Melody y le exige a Alexa que le diga dónde está. La chica se niega, lo que hace que la musa use su flauta contra la joven, la cual, al no tener su collar mágico puesto, provoca que sea vulnerable y termine siendo hipnotizada. Ya bajo el poder de Lydia, le informa que Liana está en las Siete Piedras.
Slyder logra secuestrarla (quedándose Sparkle en las Siete Piedras) y la lleva ante Lydia, quien revela que su mejor amiga fue hipnotizada. La musa toma el espejo y le habla a Melody, pero ésta, al no responder, hace que Alexa camine hacia el filo el suelo, donde al fondo hay una mortal lava verde. Antes de que caiga, Melody aparece y Lydia detiene a Alexa, quedando en la orilla.
Como medida para proteger a sus amigas, decide ayudar a Lydia. Slyder suelta a Liana para que se junte con su amiga, pero las tira al precipicio en un intento de matarlas. Pero Liana logra sujetarse y llevar a Alexa a un lugar seguro.
Lily aparece y le enseña el collar a Liana, al darse cuenta de que esos collares las protegieron de Lydia la primera vez que intento hipnotizarlas, le pide a la perrita que se lo lance. Al recibirlo, se lo pone a Alexa y recita la promesa que hicieron el día que las encontraron. La magia de los collares vuelve a activarse y el hechizo de Lydia sobre su mejor amiga se rompe. Las dos deciden escalar e intentar salvar a Melody y se reconcilian.
Al salir de la cueva, se encuentran con Jeremy e Ian, que fueron guiados por Sparkle a la cueva. Los cuatro traman un plan para salvar a Melody.
En un lago, donde se supone está el Castillo de Diamantes, Melody le miente a Lydia sobre una manera de hacer que el castillo se revele. Al descubrir el engaño, uno de los hermanos comienza a tocar en las cercanías, lo cual alerta a la musa que envía a Slyder. Ambos jóvenes comienzan a enfrentarlo y logran noquearlo.
Mientras tanto, Liana y Alexa llegan, pero Lydia trata de atacarlas al ver que ninguna de las dos tiene el collar. Supuestamente, las dos amigas caen bajo el hechizo, la musa, con su flauta, crea un torbellino en un estanque y las obliga a que entren y se ahogan, pero las dos amigas revelan que tenían sus collares en la mano y le quitan la flauta a Lydia. Sin embargo, las amenaza con romper el espejo de Melody si no le dan su instrumento, pero la musa aprendiz, al querer detener a Lydia a como dé lugar, rompe ella misma el espejo desde adentro.
Furiosa, Lydia lo arroja al estanque e intenta recuperar su flauta. Liana la toma y Alexa intenta recuperar el espejo. Sparkle y Lily, entrando al estanque y trabajando unidas, salvan el espejo y Liana, en un intento de que la musa no recupere su instrumento, termina tirándolo accidentalmente al torbellino. Lydia entra por su flauta, pero el torbellino comienza a arrastrarla, trata de detenerlo, pero su instrumento está lleno de agua. En ese momento, su magia comienza a salirse de control y desaparece.
Jeremy e Ian llegan, pero Liana y Alexa se ponen tristes al ver el espejo de Melody y creen que ya no hay manera de encontrar el castillo. Sin embargo, recuerdan una canción que la aprendiz les enseño el día que se conocieron y al creer que ésta puede ser la clave, la interpretan y para su sorpresa, el Castillo de Diamantes sale de las profundidades del lago, apareciendo un puente donde las dos amigas sube y sus vestidos son transformados a unos más elegantes al igual que el atuendo de los dos hermanos.
También, la magia del castillo libera a Melody del espejo, quien abraza a sus dos amigas. Los cuatro entran al castillo, Jeremy e Ian se separan de las tres chicas.
Melody las lleva al salón de música donde se encuentran los instrumentos de las Musas. Sin embargo, en ese momento, aparece Lydia sobre Slyder, quien usa su flauta en un intento de destruir los instrumentos, pero Melody logra salvarlos justo a tiempo y se los entrega a Liana y Alexa. Sin aceptar perder, Lydia intenta atacarlas, pero las dos amigas tocan los instrumentos, lo que activa su poder mágico y crea un escudo que las protege a las tres y hace que todos los ataques de la musa malvada le reboten.
Lydia observa como su propio poder maligno se pone en su contra y es convertida, junto con Slyder en piedra.
Al tocar los instrumentos, las Musas regresan a la normalidad y todos los que fueron hipnotizados por Lydia son liberados del hechizo.
Las Musas llegan al Castillo de Diamantes, como agradecimiento, le dan a Jeremy e Ian unas guitarras eléctricas especiales, a Sparkle y Lily dos pequeñas tiaras y a Liana y Alexa las nombras Princesas de la Música y les dan la oportunidad de vivir en el Castillo de Diamantes. Sin embargo, las dos amigas están de acuerdo que su antigua casa era más que suficiente, por lo que las Musas les dan dos sacos llenos de semillas encantadas.
Liana y Alexa regresan a su hogar junto con Sparkle y Lily en un carruaje, siembran las semillas y crecen hermosas flores con diamantes. Esto permite que las dos jóvenes vivan mejor que antes, Jeremy e Ian se convierten en estrellas al tocar regularmente en la taberna siendo visto por las chicas quienes finalmente reconstruyen su cabaña y su hogar. Valorando su amistad el resto de sus vidas.
Barbie termina su relato, haciendo que Stacie decida ir con Courtney a pedirle disculpas. Teresa le dice que bien hecho y las continúan con su canción. La película termina con las dos cantando el final de ésta juntas.

## Repàrto
| Personajes            | Voz Original Estados Unidos              | Doblaje en Latinoamérica                        | Doblaje en España     | Seiyuu en Japón                        |
| --------------------- | ---------------------------------------- | ----------------------------------------------- | --------------------- | -------------------------------------- |
| Barbie/Princesa Liana | Kelly Sheridan Melissa Lyons (Canciones) | Melanie Henríquez Andreína Beiner (Canciones)   | Mar Bordallo          | Ayaka Asai Nana Kitade (Canciones)     |
| Teresa/Princesa Alexa | Cassidy Ladden                           | María José Estévez                              | Beatriz Berciano      | Akemi Okamura Sayaka Kanda (Canciones) |
| Melody                | Maryke Hendrikse Lara Janine (Canciones) | Anabella Silva Carol Pérez (Canciones)          | Sandra Jara           |                                        |
| Lydia                 | Kathleen Barr                            | Elena Díaz Toledo Pimpi Santisteban (Canciones) | Luisa Ezquerra        | Mamiko Noto Asuka Nishi (Canciones)    |
| Slyder                | Mark Acheson                             | Juan Guzmán                                     | Eduardo Gutiérrez     | Akio Ōtsuka                            |
| Troll                 | Scott McNeil                             | Héctor Indriago                                 | Carlos Castel         |                                        |
| Príncipe Jeremy       | Jeremy From                              | Johnny Torres Michel Eustache (Canciones)       | José Manuel Rodríguez |                                        |
| Príncipe Ian          | Noel Johansen                            | Luis Carreño Hansel Lander (Canciones)          | Adolfo Moreno         |                                        |

## Canciones
| Título en inglés      | Título en español        |
| --------------------- | ------------------------ |
| "Two voices,One song" | "Dos voces, Una canción" |
| "Connected"           | "Conectas"               |
| "Wonderful Me"        | "Maravilloso mi"         |
| "Double Vision"       | "Doble Visión"           |
| "Believe"             | "Creer"                  |
| "We're Gonna Find It" | "Lo encontraremos"       |